# Tamagotchi iD
Tamagotchi iD（たまごっち あいでぃ）は、2009年11月23日に発売された、バンダイがウィズと共同開発した液晶ゲーム。
たまごっちプラスカラーの後継版にあたり、携帯電話からのデータダウンロードに対応するなどの機能が追加されている。この機種から、商品名「たまごっち」がローマ字で表記されるようになった。電源は単4電池2本。
さらに、2011年3月19日にはマイナーチェンジ版にあたるTamagotchi iD Lが発売された。

## 概要
前作の「たまごっちプラスカラー」で搭載されたカラー液晶や、お出かけ機能、部屋のリフォームなどの機能を引き継ぎつつ、新機能として携帯電話からのデータ通信（赤外線通信）への対応、キャラクターそれぞれに好き嫌いがあるなど、機能が強化されている。
なお、以前同様、たまごっち同士の赤外線通信もサポートされている（ただし、たまごっち同士の通信はTamagotchi iDとプラスカラーでのみ可能）。
また、前作よりも若干のサイズダウンが図られている（総体積は今作の方が小さい）。

## 新機能・変更点
今作での代表的な新機能・変更点は以下の通りである。
- 携帯電話との赤外線通信によるダウンロード機能（以下ダウンロード、携帯電話からは、対応した画像データを転送する）。これにより、食べ物やお出かけ先、ゲームなどが追加可能となる。
- たまとも機能の追加。
- 産卵期がフレンド期に変更。それに伴い、老後が廃止された。
- 一部パラメータの変更（「HAPPY!」から「フレン度!」や「HAPPY」サインから「たまとも」サイン等）。
- ポスト機能が追加され、たまごっち同士の通信の後や、ダウンロードにより手紙が届く（以前のエンたまやウラたまのポストとは機能が少し異なる）。
- 「ごはん」と「おやつ」を食べる場所が増えた（ごはんは「れいぞうこ」と「コンビニ」と「レストラン」、おやつは「とだな」と「たまドーナツ」と「たまカフェ」）。「れいぞうこ」と「とだな」以外のものは、その都度ごっちポイントで食品を購入しなければならない。
- トイレとお風呂のアイコンが統一された（サブメニューからどちらかを選択可能）。
- お出かけの行先の一部変更、ダウンロードにより、行先を追加可能。
- 通信メニュー内の「パスワード」に英語での入力が追加。
- フレンド期のキャラクターの着せ替えや、写真撮影などの機能を追加。
- 病気の時などに使う「救急箱」のアイコンが「いたわり」に変更され、マークが四つ葉のクローバーに変更された。

## Tamagotchi iD L
Tamagotchi iDのマイナーチェンジ版にあたるTamagotchi iD L（たまごっち あいでぃえる）が、2011年3月19日に発売された。
育成できるキャラクターが、11キャラクターから32キャラクターに増えた。電源は単4電池2本。
前作で搭載された携帯電話からのデータ通信（赤外線通信によるダウンロード）への対応、キャラクターそれぞれに好き嫌いや、新機種としてお出かけ先が増えたり、たまとものつくったおやつや、ごはんが無料で食べられる機能などが追加されている。
また、以前同様、たまごっち同士の赤外線通信もサポートされている（ただし、たまごっち同士の通信はTamagotchi iDとプラスカラーでのみ可能）。

### 新機能・変更点
今作での代表的な新機能・変更点は以下の通りである。
- キャラクターを育てていくと、お出かけ先が増えていき、ごっち大王の城へ行くことができる様になる。
- たまとも機能の追加。（11キャラクターから32キャラクターへ）
- 一部パラメータの再変更（アイコンの選択・たまともスタンプの位置移動・たまともスタンプマーク変更）。
- ポスト機能は前回と同様、たまごっち同士の通信の後や、ダウンロードにより手紙が届く機能に加え、ハッピーメールというものがダウンロードできる様になった。
- たねを庭で育てて、育てたものから「ごはん」や「おやつ」や「ごっちポイント」や「あそびアイテム」がとれる。失敗すると「けむし」がとれたり、枯れたりしてしまう。
- 掃除しないと部屋(リビング・風呂・トイレ・寝室・外観)が汚れる。
- 風呂に入らないとたまごっちが汚れる。
- 「ごはん」と「おやつ」を食べる場所が増えた（ごはんは「れいぞうこ」と「コンビニ」と「レストラン」と「たまともごはん」、おやつは「とだな」と「たまドーナツ」と「たまカフェ」と「たまともおやつ」）。「『れいぞうこ』と『とだな』」・「『たまともごはん』と『たまともおやつ』での食事」以外のものは、その都度ごっちポイントで食品を購入しなければならない。
- 結婚年齢が、5歳から4歳になった。
- 通信メニュー内の「パスワード」の機能が削除。
- フレンド期のキャラクターだけお出かけできる場所がある。
- おんせんなどに行けるようになっていく。
- たまペットが育てられる(買い物について行ける)。
- ドーナツこうえん
  - 売り買い
    - 朝、たねを育てて出来た「野菜」や「果物」や冷蔵庫にあるものが売れる。
    - 夕方、ほかの店より70%物が安く買える。

  - ゴミ拾いのボランティア
    - 毎月ついたちにドーナツこうえんに行くと、エコ商品(「マイフォーク」・「マイ箸」・「マイバッグ」)が貰える。
      - マイフォーク：たまカフェの商品が50%Offになる。
      - マイはし：レストランの商品が50%Offになる。
      - マイバッグ：たまデパの商品が50%Offになる。
- 行き先で、「コンビニ」・「たまともひろば」がなくなる。
- アクセサリーの売り場が、「たまもりショップ」になる。

### 限定版

#### 15周年特別バージョン
たまごっちの15周年記念に製作されたバージョン。過去作品の要素が大幅に強調されている。

#### プリンセススペイシーバージョン
ひめスペっちを意識したマイナーチェンジバージョン。一部の育てられるキャラクターがひめスペっち、アカスペっち、ピポスペっちに変更され、きずなっちも登場する。